# Francesc Duran i Vilalta
Francesc Duran i Vilalta és un polític català membre de la Candidatura d'Unitat Popular, que va ser regidor d'Espais Públics i Mobilitat de l'Ajuntament de Badalona de 2016 a 2019 per la formació Guanyem Badalona en Comú.
Educador social i docent TIC, actiu a la vida associativa local a diverses entitats, com el Casal Antoni Sala i Pont, el Secretariat del Consell de Joventut, a més de formar part de la creació de plataformes com la Comissió 11 de Setembre o la Coordinadora Popular de Festes de Maig.
Militant i membre actiu de la Candidatura d'Unitat Popular (CUP) de Badalona. Va ser candidat a alcalde per la CUP a les eleccions municipals de 2011. El març de 2012 va ser un dels membres de la CUP detinguts a causa d'accions relacionades amb la vaga general d'aquell any.
Va ser número 6 a les llistes electorals de Guanyem Badalona en Comú, no va ser elegit inicialment. Va ser assessor del grup municipal entre 2015 i el 28 de juny de 2016, quan va assumir la regidoria d'Espais Públics i Mobilitat després de la renúncia del regidor Javier López. El seu nomenament va tenir certa polèmica, perquè López, que era de Podem, passava a ser substituït per algú de la CUP deixant a Podem sense representació. Finalment, Guanyem va donar llum verda a Duran per lògica de llista electoral i per la seva tasca com a assessor.